# Splénocyte

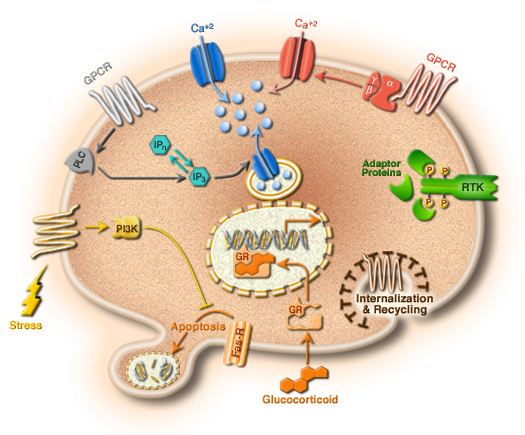
Splénocyte.

En immunologie, un splénocyte est une cellule immunitaire du tissu splénique. 
Un splénocyte peut évoluer vers n'importe quel type de globule blanc lorsqu'il quitte la rate. 
En faisant fusionner un splénocyte avec une cellule lymphoïde, on obtient un hybridome. Ces hybridomes sont utilisés dans les techniques d'immunohistochimie pour la production d'anticorps monoclonaux.